# Baranjars
Els baranjars foren una confederació de tribus turques, que va existir almenys d'ençà el segle v però esmentada només al segle vii.
Es van establir al Caucas vers el 370 i uns anys després van anar a Europa amb els huns retornant a la zona abans del 500 quedant subjectes al Kanat dels Turcs que va existir fins al 630. Llavors es van independitzar i van crear la seva capital Balandjar però al cap d'uns vint anys foren sotmesos pels khàzars. Al segle x una part es va establir a la Bulgària del Volga i foren absorbits.